# Gara Eforie Sud
Gara Eforie Sud este o stație de cale ferată care deservește Eforie, județul Constanța, România.